# La casa delle stelle
La casa delle stelle (El cuento de las comadrejas) è un film del 2019 diretto da Juan José Campanella.
Si tratta del remake di una pellicola argentina del 1976 Los muchachos de antes no usaban arsénico diretta da José A. Martínez Suárez in cui c'è l'ultima apparizione dell'italo-argentino Mario Soffici. Sia il regista che il grande attore sono citati in questo film che in qualche modo rende così loro omaggio.

## Trama
Mara Ordaz, diva del cinema degli anni '50 e '60, vive da molti anni in una grande casa in campagna con il marito Pedro, ex attore anche lui, e altri due uomini anziani legati anche loro al suo periodo d'oro. Si tratta di Norberto e Martín, rispettivamente regista e sceneggiatore dei suoi film migliori. Entrambi sono vedovi, uno della sorella e l'altro della miglior amica di Mara, che per anni hanno vissuto insieme nella stessa casa, ma che scomparvero misteriosamente otto anni or sono.
La pace del posto viene turbata un giorno dalla visita di due giovani, Francisco e Bárbara, che presentatisi con una scusa, dopo essersi rivelati fans sfegatati della diva, scoprono presto le loro carte. Appartatosi con Mara, Francisco le propone di tornare nel bel mondo e di riproporsi come attrice lasciando questo isolamento. Essendo un agente immobiliare le suggerisce quindi di acquistare una casa a Buenos Aires e di vendere questa grande proprietà che sicuramente col tempo risulterà sempre troppo grande e impegnativa.
La donna, lusingata, cede alle richieste del bel ragazzo, senza dire nulla ai suoi sospettosissimi compagni che però fanno bene a metterla in guardia. Il problema per Mara è invece costituito dal fatto che lei, all'insaputa dello stesso Pedro, cointestò la casa al marito, succedendo questo pochi giorni dopo che lui venne costretto a vivere su una carrozzina a seguito di un incidente stradale provocato dall'ira di un presunto tradimento di lei sul set di un film.
Il tempo guadagnato per cercare inutilmente di convincere il marito a vendere la casa, le serve per aprirle gli occhi sulla falsità di Francisco e Bárbara, mossi solo da avidità. Nasce quindi una controffensiva dei quattro anziani che sono legati anche dal segreto relativo alla scomparsa delle due donne, mogli di Norberto e Martín, l'una uccisa accidentalmente da Mara, l'altra morta per soccorrere la prima. Per evitare problemi e scandali i corpi delle due vennero occultati facendo da "scheletro" a delle statue ospitate nel grande giardino.
Fingendo di accettare l'affare, i due affaristi vengono così attirati nella casa con 200.000 dollari di anticipo. Firmato il contratto e bevuto un tè con latte di mandorla, vengono però informati di essere stati avvelenati con cianuro. Anche Mara ne sarebbe stata vittima e "muore" per la disperazione di Pedro. Norberto e Martín avrebbero un antidoto ma essendoci un'unica dose le due vittime si accapigliano per averla, finché Bárbara non imbraccia un fucile e uccide Francisco per salvare se stessa. Bevuto il contenuto della boccetta vede riapparire Mara, e le viene spiegato che il tè bevuto non era letale ma provocava solo del vomito, mentre il cianuro era contenuto proprio nel falso antidoto. 
Mentre Pedro tira un sospiro di sollievo nel vedere Mara viva e capisce che anche lui è stato un po' imbrogliato perché i suoi amici non si fidavano della sua capacità recitativa, la ragazza muore e gli anziani possono godersi i soldi dell'affare saltato e occultare in giardino anche i corpi dei due malcapitati malfattori.

## Accoglienza
Questo film arriva dieci anni dopo il grande successo internazionale di Campanella con Il segreto dei suoi occhi cui parte della critica imputò un eccesso di colpi di scena nella parte finale. Pur essendo un film di genere e tono completamente diversi, anche questo riserva come il precedente, una serie di sorprese nel finale con un effetto simile.

## Riconoscimenti
- 2020 - Premi Sur
  - Miglior attrice protagonista a Graciela Borges
  - Miglior sonoro a José Luis Diaz
  - Candidatura a Miglior film
  - Candidatura per il miglior regista a Juan José Campanella
  - Candidatura per la miglior sceneggiatura a Juan José Campanella e Darren Kloomok
  - Candidatura per la miglior fotografia a Félix Chango Monti
  - Candidatura per il miglior montaggio a Juan José Campanella
  - Candidatura per la miglior colonna sonora a Emilio Kauderer
  - Candidatura per la miglior scenografia a Nelson Luty
  - Candidatura per i migliori costumi a Cecilia Monti
  - Candidatura per il miglior trucco a Osvaldo Esperón, Sylvie Imbert, Beatushka Wojtowicz